# Rostmustaschkolibri
Rostmustaschkolibri (Urochroa bougueri) är en fågel i familjen kolibrier.

## Utbredning och systematik
Rostmustaschkolibri förekommer från sydvästra Colombia till nordvästra Ecuador. Fram tills nyligen inkluderade den arten Urochroa leucura som en underart, då under namnet vitstjärtad kolibri som nu förts över till leucura. Vissa behandlar dem fortfarande som en och samma art.

## Status och hot
Arten har ett stort utbredningsområde, men tros minska i antal, dock inte tillräckligt kraftigt för att den ska betraktas som hotad. Internationella naturvårdsunionen IUCN listar arten som livskraftig (LC).